# Cobubatha semipallida
Cobubatha semipallida là một loài bướm đêm trong họ Noctuidae.